# Юрченко, Николай Яковлевич
Никола́й Я́ковлевич Ю́рченко (укр. Микола Якович Юрченко; 4 апреля 1920, Киев — 1 мая 2004, там же) — советский и украинский валторнист и музыкальный педагог, солист Заслуженного симфонического оркестра Украинской ССР, профессор и заведующий кафедрой духовых инструментов Киевской консерватории, заслуженный артист Украинской ССР (1969).

## Биография
В 1941 году окончил Киевское музыкальное училище по классу своего отца преподавателя Киевской консерватории валторниста Якова Юрченко.
Затем он поступил в Киевскую консерваторию, однако к занятиям в ней смог приступить только после окончания Великой Отечественной войны. Юрченко окончил консерваторию в 1952 году под руководством трубача Вильгельма Яблонского.
С 1952 по 1973 год был солистом Заслуженного симфонического оркестра Украинской ССР. В 1952 году Николай Юрченко начал преподавать в Киевской консерватории.
В 1969 году ему было присвоено звание заслуженного артиста Украинской ССР.
С 1975 по 1984 году он занимал должность заведующего кафедрой духовых инструментов консерватории.
В 1986 году Юрченко стал профессором Киевской консерватории.
Умер на 85-м году жизни 1 мая 2004 года. Похоронен вместе с семьей на Байковом кладбище (участок № 39).

## Награды
- орден «Знак Почёта» (24.11.1960)